# 贝隆河畔里耶克
贝隆河畔里耶克（法語：Riec-sur-Bélon，法語發音：[ʁjɛk syʁ belɔ̃]）是法国菲尼斯泰尔省的一个市镇，位于该省东南部，属于坎佩尔区。

## 地理
贝隆河畔里耶克（47°50'38"N, 3°41'40"W）面积54.64 平方千米，位于法国布列塔尼大區菲尼斯泰尔省，该省份为法国最西部的省份，位于布列塔尼半岛西部，北西南三面环大西洋，东临阿摩尔滨海省和莫尔比昂省。
与贝隆河畔里耶克接壤的市镇（或旧市镇、城区）包括：巴纳莱克、拜伊、梅拉克、滨海莫埃朗、蓬塔旺、勒特雷武。
贝隆河畔里耶克的时区为UTC+01:00、UTC+02:00（夏令时）。

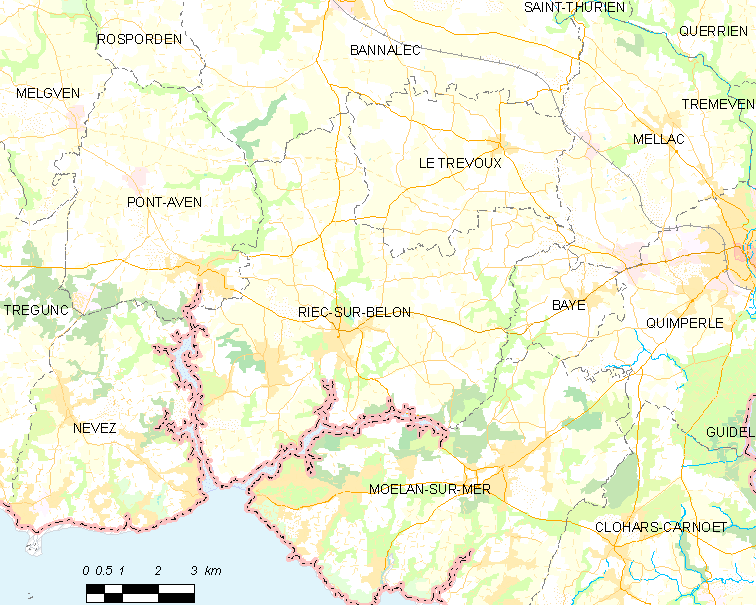
贝隆河畔里耶克的OSM定位图

## 行政
贝隆河畔里耶克的邮政编码为29340，INSEE市镇编码为29236。

## 政治
贝隆河畔里耶克所属的省级选区为滨海莫埃朗县。

## 人口

1962-2008年间贝隆河畔里耶克人口变化图示

贝隆河畔里耶克于2022年1月1日时的人口数量为4374人。